# Federico Russo
Federico Russo (Firenze, 22 dicembre 1980) è un conduttore radiofonico e conduttore televisivo italiano.

## Biografia

### Giovinezza ed istruzione
Si diploma presso il liceo classico Dante di Firenze.

### Le attività in radio
Esordisce come speaker radiofonico nel settembre 2001 per Radio Sieve. Due anni dopo lavora per Radio Dimensione Suono, dove rimarrà fino al 2007. In questo periodo, nell'estate 2003 presenta alcune tappe del Tour dei Pirati, uno show musicale organizzato sulle spiagge e nelle piazze d'Italia. Nel 2005 è stato l'inviato alle 3 tappe del Cornetto Free Music Festival di cui è stato il presentatore per la parte "Audition". Il 12 gennaio 2007 approda a Radio Deejay: la sua prima trasmissione è All the Best.
Successivamente conduce Un tranquillo weekend... da paura e Due Due Due entrambi con Stefania Salardi. Successivamente ha presentato la classifica 50 Songs e il contenitore del fine settimana Weejay. Dal 2009 conduce su Radio Deejay in coppia con Marisa Passera il programma radiofonico FM, dapprima in onda alle 20 e poi anticipato alle 9 del mattino. In occasione del ritorno di Fabio Volo a Radio Deejay, ha dovuto abbandonare la fascia delle 9 per tornare nell'orario serale e andare in onda sempre insieme a Marisa Passera e con Vic nel nuovo programma Via Massena. Nella stagione 2019/2020, abbandona Via Massena per condurre con Francesco Quarna il programma Play Deejay nella fascia delle 14, liberata da Albertino pochi mesi prima dopo oltre vent'anni.
Dal 1º giugno 2020 conduce insieme a Nikki il programma Summer Camp, su Radio Deejay. Il 7 settembre 2020 il programma viene confermato anche per la nuova stagione di Radio Deejay, andando a sostituire nella stessa fascia oraria Play Deejay lo storico programma Tropical Pizza.

### Le attività in televisione
Nel 2002 ha partecipato, prima come concorrente e poi come inviato, al talent show musicale di Italia 1 che cercava nuovi talenti canori, Operazione Trionfo. Il 12 gennaio 2004 è entrato a far parte, su MTV, della conduzione di Total Request Live. Insieme a Carolina Di Domenico ha affiancato i conduttori storici del programma Marco Maccarini e Giorgia Surina. Nella stagione 2004-2005 Russo con la Di Domenico occupano il ruolo di primi conduttori. A partire da settembre 2005 Russo conduce Hitlist Italia, la classifica ufficiale FIMI dei singoli più venduti in cui non mancano altre rubriche. 

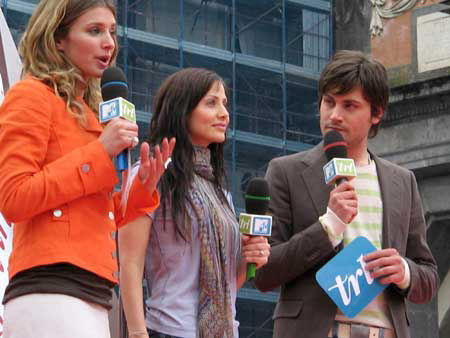
Federico Russo insieme alla collega Carolina Di Domenico e alla cantante Natalie Imbruglia sul palco di TRL a Napoli nel 2005.

Nel settembre 2006 lascia la conduzione del programma, che passa unicamente a Carolina Di Domenico. Sempre su MTV, ha presentato altri programmi come Club Generation, Knock-Out Special Sunday e l'MTV Day 2004 e 2005. Nel 2006 conduce su AXN, canale satellitare della Sony il reality show Snaparazzi in onda per 12 puntate. Da ottobre 2007 conduce Goal deejay su Sky Sport 1, in cui presenta la classifica dei 50 gol più belli segnati in Europa durante la settimana, accompagnati dalle canzoni della classifica di Radio Deejay. Ha condotto su Rai 2 insieme a Chiara Tortorella e Paola Maugeri Cargo, la striscia quotidiana di Scalo 76.
Nel 2009 ritorna su MTV con MTV mobile Live on Tour. Dal 2010 è uno dei volti di Deejay TV. Ha partecipato alla sit-com Via Massena, nell'estate ha condotto Senza Palla con Marisa Passera (trasmesso in contemporanea anche su Radio Deejay) e nell'estate 2011 conduce Vacanze Romagne. Dal 14 giugno 2011 conduce con Fiammetta Cicogna Takeshi's Castle su Cartoon Network e dal 2 aprile 2012 anche su Boing. Dal 3 ottobre 2011 interpreta se stesso in Via Massena 2 dove conduce un programma di dediche e confidenze insieme a Vic.
Ha partecipato all'episodio "il nipote di Geller" della sit com italiana Camera Café andato in onda su Italia Uno nel gennaio del 2012. Ha partecipato ad uno sketch nel nono episodio della quarta serie de I soliti idioti andato in onda su MTV il 24 maggio 2012. L'11 luglio 2012 Federico Russo, grande tifoso viola, ha presentato le nuove maglie della Fiorentina per la stagione 2012/2013 durante una serata in Piazza della Signoria, mentre nel luglio 2013 ha presentato il calciatore Mario Gómez, nuovo acquisto della squadra viola, allo stadio Artemio Franchi.
Dal marzo 2014 diventa il conduttore di The Voice of Italy, talent show in onda su Rai 2, sostituendo Fabio Troiano mentre in autunno conduce Emozioni, in onda sempre sulla stessa rete.
Nel 2015 viene riconfermato come conduttore di The Voice of Italy conducendo la terza edizione dal febbraio dello stesso anno. Il 23 maggio 2015 commenta in diretta con Valentina Correani la finale dell'Eurovision Song Contest 2015 su Rai 2. In quest'occasione ricopre inoltre il ruolo di "spokesperson", ossia annuncia in eurovisione i voti italiani al pubblico europeo. Nel novembre 2015 ricopre il ruolo di giurato della commissione canora di Sanremo Giovani, condividendo il tavolo dei giurati tra gli altri con la collega Carolina Di Domenico.
Nel febbraio 2016 conduce per la terza volta consecutiva The Voice of Italy, giunto alla quarta edizione: a causa dei bassi ascolti riscontrati, però, il programma non sarà più rinnovato e verrà successivamente cancellato dai palinsesti con l'arrivo della nuova direttrice di Rai 2, Ilaria Dallatana.
Il 14 maggio 2016 è nuovamente commentatore, questa volta con Flavio Insinna della finale dell'Eurovision Song Contest, che torna su Rai 1 dopo 19 anni di assenza dopo il successo di ascolti riscosso dalla finale dell'anno precedente su Rai 2 che ha visto la partecipazione de Il Volo in rappresentanza dell'Italia arrivare terzi. Durante l'estate dello stesso anno presenta insieme a Nicola Savino il programma Sketch Point, in seconda serata su Rai 2, dove mostrano sketch comici di programmi del passato della seconda rete Rai.
Nonostante la chiusura di The Voice, nella stagione televisiva 2016-17 Russo conduce molti programmi in televisione, dividendosi sia in Rai che su Discovery. Nell'ottobre 2016 conduce assieme a Flavio Insinna il programma Dieci cose, in prima serata su Rai 1, ma il programma non ottiene il successo sperato. Nella stessa stagione conduce inoltre il game show Ninja Warrior Italia e il varietà musicale Hidden Singer Italia su Nove.
Nel febbraio 2017, durante il Festival di Sanremo 2017, conduce Prima Festival, striscia quotidiana in access prime time su Rai 1. Il 25 aprile 2017 conduce in seconda serata Coca-Cola Onstage Awards, programma giunto alla sesta edizione che premia i migliori artisti che si sono esibiti in concerto in Italia durante tutto il 2016. Il 13 maggio 2017 è di nuovo al commento della finale dell'Eurovision Song Contest in coppia con Flavio Insinna, sempre su Rai 1, in diretta dall'International Exhibition Centre di Kiev. Dal 2017 diventa inviato della trasmissione Quelli che il calcio in onda su Rai 2. Il 12 maggio è per la quarta volta al commento della finale dell'ESC, stavolta insieme a Serena Rossi.
Federico Russo è stato confermato anche per l'edizione 2019 dell'Eurovision Song Contest, con il commento live da Tel Aviv oltre che della finale del 18 maggio trasmessa da Rai 1 e affiancato per la terza volta da Insinna, sia delle semifinali trasmesse da Rai 4 il 14 e 16 maggio (qui ad affiancarlo c'è Ema Stokholma che commenterà la finale in radio) . Dal 23 aprile 2020 conduce in seconda serata su Rai 2 assieme a Francesco Mandelli il programma Revolution - Storie dal futuro.
Il 16 maggio 2020 ha commentato assieme a Insinna Eurovision: Europe Shine a Light, evento che ha sostituito l'Eurovision Song Contest 2020, cancellato a causa della pandemia di COVID-19. Dal luglio 2020 partecipa al programma Resta a casa e vinci in qualità di esperto di calcio.

## Programmi televisivi
- Operazione Trionfo (Italia 1, 2002) concorrente, inviato
- TRL - Total Request Live (MTV, 2004-2005)
- MTV Day (MTV, 2004-2005)
- Hitlist Italia (MTV, 2005)
- Snaparazzi (AXN, 2006)
- Goal Deejay (Sky Sport 1, 2007-2014)
- Scalo 76 Cargo (Rai 2, 2008-2009)
- Senza palla (Deejay TV, 2010)
- Vacanze romagne (Deejay TV, 2011)
- Takeshi's Castle (Cartoon Network, Boing, 2011-2012) commentatore
- The Voice of Italy (Rai 2, 2014-2016)
- Premio Bellisario (Rai 2, 2014-2016)
- Emozioni (Rai 2, 2014-2015)
- Eurovision Song Contest (finale su Rai 2 nel 2015; Rai 1,  2016-2019; semifinali su Rai 4,  2019) commentatore
- Sanremo Giovani (Rai 1, 2015) giurato
- Telethon (Rai 1, 2015)
- Emozioni Playlist (Rai 2, 2016)
- Start! (Rai 2, 2016-2017)
- Sketch-point (Rai 2, 2016)
- Dieci cose (Rai 1, 2016)
- Ninja Warrior Italia (NOVE, 2016)
- PrimaFestival (Rai 1, 2017)
- Hidden Singer Italia (NOVE, 2017)
- Coca-Cola Onstage Awards (Rai 2, 2017)
- Wind Music Awards (Rai 1, 2017-2018)
- Quelli che il calcio (Rai 2,  2017-2021) inviato
- Sarà Sanremo (Rai 1, 2017)
- Revolution - Storie dal futuro (Rai 2, 2020)
- Eurovision: Europe Shine a Light (Rai 1, San Marino RTV, 2020) commentatore
- Resta a casa e vinci (Rai 2, 2020) Personaggio della ruota vip

## Filmografia

### Cinema
- La meglio gioventù, regia di Marco Tullio Giordana (2003) - Comparsa
- I soliti idioti 3 - Il ritorno, regia di Francesco Mandelli, Fabrizio Biggio e Martino Ferro (2024)

### Televisione
- Via Massena – sitcom (2010-2012)
- Camera Café – sitcom, episodio 5x16 (2011)
- I soliti idioti – sitcom, episodio 4x09 (2012)
- Improvviserai - sitcom, suggeritore (2019-2020)

### Videoclip
- Luna in Riviera dei Selton (2017)

### Doppiaggio
- The Life & Times of Tim[12] (2010) - voce di Tim
- Cicogne in missione (2016) - voce di Junior
- Emoji - Accendi le emozioni (2017) - voce di Gene[13]
- Red (2022) - voce dell'annunciatore televisivo

## Programmi radiofonici
- Radio Sieve (2001-2002)
- Radio Dimensione Suono (2003-2006)
- Radio Deejay (dal 2007)
  - 30 Songs
  - 50 Songs
  - All the best
  - FM
  - Via Massena
  - PlayDeejay
  - Summer Camp

## Pubblicazioni
- Ci si mette una vita (2011)

## Pubblicità
- Hyundai (2015-2016)
- Pocket Coffee (2015)
- TripAdvisor - The Fork App (2016)